# Mala olor
Mala olor és una novel·la gràfica en llengua catalana de la terrassenca Nadia Hafid, editada l'any 2025. Aborda el racisme, la hipocresia i les dinàmiques d'exclusió social amb un enfocament metafòric.
Va ser guardonada amb el Premi Finestres de Còmic en Català de 2024.

## Temàtica i argument
Mala olor és una novel·la gràfica que exposa les microagressions racistes i les desigualtats de gènere i classe en l'entorn laboral. La història segueix una dona racialitzada que treballa en una empresa on la majoria d'empleades són blanques, rosses i de cabell llis. Tot sembla funcionar amb normalitat fins que una persistent mala olor envaeix l'oficina, i ella es converteix en el boc expiatori. A través d'aquest incident, Hafid retrata el racisme estructural i la hipocresia d'una societat que es percep com a inclusiva però que perpetua dinàmiques opressives.
L'autora destaca que el còmic no és autobiogràfic, tot i que sí que reflecteix situacions que moltes persones racialitzades han experimentat. La seva intenció és que el lector reflexioni sobre prejudicis i estereotips que sovint s'han interioritzat sense qüestionar-los. Considera que l'auge de l'extrema dreta i la difusió de discursos reaccionaris a les xarxes socials fan encara més urgent aquesta reflexió. Hafid insisteix en la necessitat d'un feminisme interseccional que tingui en compte les diferències de raça i classe dins dels espais de lluita.

## Estil visual i narratiu
L'estil gràfic d'Hafid a 'Mala olor' es caracteritza per la seva economia de mitjans i contenció expressiva. Utilitza una retícula molt estructurada en què les vinyetes mantenen una mateixa mida, cosa que crea una sensació de repetició i lentitud, reforçant la idea de rutina. El seu traç és sintètic i geomètric, eliminant detalls innecessaris per centrar l'atenció en els elements clau de la història. La paleta de colors predominant és rosa, amb alguns tons grisos i verds estratègicament utilitzats per emfatitzar l'homogeneïtzació i l'exclusió. A més, el còmic fa un ús significatiu del silenci, obligant el lector a interpretar les imatges i participar activament en la narració.
El seu estil recorda al d'autors com Nick Drnaso, però amb una planificació i enfocament propis que reforcen l'impacte emocional del relat.

## Premis
- 2024: Premi Finestres de Còmic en català.[4]